# زود باش! (فیلم ۱۹۲۵)
زود باش! (انگلیسی: Hop to It!) یک فیلم کمدی صامت است که در سال ۱۹۲۵ منتشر شد.

## بازیگران
- اولیور هاردی - پادوی هتل
- بابی رِی - پادوی هتل
- جنت دان - فروشنده
- فرانک الکساندر - مهمان هتل